# The Rough and the Smooth
The Rough and the Smooth is een Britse dramafilm uit 1959 onder regie van Robert Siodmak. Destijds werd de film in Nederland uitgebracht onder de titel Parfum en vuil.

## Verhaal
Een Britse archeoloog heeft een verhouding met een vrouw uit Duitsland. Daardoor loopt zijn verloving op de klippen. Hij komt er echter achter dat zijn nieuwe vriendin een bedriegster is, die verliefd is op een misdadiger.

## Rolverdeling
| Acteur          | Personage        |
| --------------- | ---------------- |
| Nadja Tiller    | Ila Hansen       |
| Tony Britton    | Mike Thompson    |
| William Bendix  | Reg Barker       |
| Natasha Parry   | Margaret Goreham |
| Norman Wooland  | David Fraser     |
| Donald Wolfit   | Lord Drewell     |
| Tony Wright     | Jack             |
| Adrienne Corri  | Jane Buller      |
| Joyce Carey     | Mevrouw Thompson |
| John Welsh      | Dr. Thompson     |
| Martin Miller   | Piggy            |
| Michael Ward    | Ober             |
| Edward Chapman  | Willy Catch      |
| Norman Pierce   | Barman           |
| Beatrice Varley | Hotelhouder      |